# Free Software Foundation Europe
 (janvier 2015).
La Free Software Foundation Europe (FSFE), en français Fondation européenne pour le logiciel libre, est une organisation non gouvernementale (ONG) à but non lucratif fondée le 10 mars 2001. Au sein du réseau Free Software Foundation intégrant la Free Software Foundation India et la Free Software Foundation Latin America, elle milite pour le logiciel libre. Les différentes organisations du réseau sont indépendantes juridiquement et financièrement. 
La FSFE milite principalement en Europe et aux Nations unies et fournit un centre de compétences aux politiciens, juristes, et journalistes, dans le but d'assurer l'avenir légal, politique et social du logiciel libre.

## Objectifs
Le travail de la FSFE est axé sur le plan politique, juridique et social avec le but de promouvoir le logiciel libre et ses valeurs éthiques, philosophiques, sociales, politiques et commerciales,.

## Historique
La fondation a été créée fin 2000, début 2001, car la Free Software Foundation pouvait difficilement rester en contact avec les développements et les courants européens. L’équipe initiale est composée de quatre développeurs allemands Georg C. F. Greve (en) (Brave GNU World), Bernhard Reiter (GRASS), Werner Koch (GNU Privacy Guard) et Peter Gerwinski (GNU Pascal).

## Projets

### Travail avec l’OMPI
La FSFE a été reconnue comme observateur officiel auprès de l'agence Organisation mondiale de la propriété intellectuelle.

### Campagne "Public Money? Public Code!"
En septembre 2017, la FSFE lance la campagne "Public Money? Public Code!" ("Argent public ? Code public!") avec la publication d'une lettre ouverte signée par d'autres organisations et appelant les membres des Parlements européens et nationaux à créer : "Une législation qui requiert que le logiciel financé par le contribuable pour le secteur public soit disponible publiquement sous une licence de Logiciel Libre et Open Source"[source insuffisante],[source insuffisante]. Parmi les 150 organisations signataires (en août 2018), on[style à revoir] retrouve des ONG de défense des libertés numériques comme  Creative Commons, Open Source Initiative[source insuffisante], Electronic Frontier Foundation[source insuffisante], EDRi[source insuffisante], April[source insuffisante], Chaos Computer Club[source insuffisante], et des instances nationales de Wikimedia (Allemagne, République tchèque, France et Italie[source insuffisante]) ainsi que des organisations responsables du développement et de la maintenance de Logiciels Libres et Open Source telles que OpenSUSE[source insuffisante], Fedora, Tor, Debian and Videolan. La campagne est soutenue publiquement par plus de 18 000 personnes (en août 2018), dont des personnalités publiques comme Edward Snowden, Francesca Bria (CTO de la ville de Barcelone)[source insuffisante] ainsi que par des administrations publiques telles que la Mairie de Barcelone.

### Union européenne contre Microsoft
En 2001, l'Union européenne a commencé à enquêter sur la position dominante de Microsoft dans les systèmes d'exploitations de bureau. La FSFE a été invitée à représenter[source secondaire souhaitée] la position du mouvement du logiciel libre. En 2004, la fondation a été admise en tant que tiers[source secondaire souhaitée] intervenant dans l'appel contre la décision de la commission européenne et en représentant l'équipe Samba. Elle était l'une des deux seules intervenantes à rester actif dans la procédure du début à la fin[source secondaire souhaitée]. Elle a fourni des preuves solides à la cour grâce aux efforts de volontaires comme Andrew Tridgell. L'affaire est maintenant considérée comme l'une des plus importantes causes dans l'antitrust européen[source insuffisante].

## Récompenses
En 2010, la FSFE reçoit la médaille Theodor Heuss en reconnaissance pour son travail pour un monde plus juste.

## Positionnements
La FSFE est consternée par la réintégration de Richard Stallman à la Free Software Foundation à la suite de sa démission du MIT et de la FSF en 2021. La FSFE dit que la manière dont ça a été communiqué porte préjudice au mouvement du logiciel libre. Elle ne collaborera pas avec la FSF ou toute organisation du logiciel libre dirigée par Richard Stallman,.
En octobre 2023, la FSFE et la Software Freedom Conservancy (en) annoncent leurs intentions d’arrêter leurs coopérations avec la Software Freedom Law Center et son président Eben Moglen suivant les allégations de comportements abusifs vis-à-vis d’employés et de membres de la communauté.

## Autres fondations du logiciel libre
- Free Software Foundation
- Free Software Foundation India
- Free Software Foundation Latin America
- FSF France